# Марко Чеккінато
Марко Чеккінато (італ. Marco Cecchinato) — італійський тенісист.
20 липня 2016 року італійська тенісна федерація відсторонила Чеккінато від турнірів на 18 місяців (до січня 2018) й оштрафувала на 40 тисяч євро за негідну поведінку, зокрема за договірні матчі й ставки на результат. Йому вдалося успішно апелювати це  рішення.
Свою першу перемогу в турнірах АТР туру Чеккінато здобув у квітні 2018 року на Hungerian Open, на який потрапив як щасливий лузер. Йому першому із сицилійців підкорився титул ATP. 
На Відкритому чемпіонаті Франції 2018 йому вдалося добратися до півфіналу, відігравшись у першому матчі з рахунку 0-2 й здолавши на шляху Давида Гоффена та колишнього чемпіона Новака Джоковича.  У півфіналі він утім програв Домініку Тіму.

## Фінали турнірів ATP

### Одиночний розряд: 1 (1 титул)
| Результат | В-П | Дата     | Турнір                   | Рівень    | Поверхня | Супротивник  | рахунок  |
| --------- | --- | -------- | ------------------------ | --------- | -------- | ------------ | -------- |
| Перемога  | 1–0 | Кві 2018 | Hungarian Open, Угорщина | Серія 250 | Ґрунт    | Джон Міллман | 7–5, 6–4 |

## Зовнішні посилання
- Досьє на сайті Асоціації тенісистів-професіоналів

## Виноски
1. ↑  Association of Tennis Professionals website
2. ↑  Marco Cecchinato: Italian given 18-month ban for match-fixing. Архів оригіналу за 30 вересня 2018. Процитовано 5 червня 2018.
3. ↑  Marco Cecchinato Acquitted Of Match-Fixing. Архів оригіналу за 12 червня 2018. Процитовано 5 червня 2018.
4. ↑  Tennis, Cecchinato nella storia: vince a Budapest, primo successo in un torneo Atp di un siciliano (італ.). gds.it. Архів оригіналу за 30 квітня 2018. Процитовано 30 квітня 2018.

| Тенісист | Це незавершена стаття про тенісиста чи тенісистку. Ви можете допомогти проєкту, виправивши або дописавши її. |